# Рид, Ричард
Ричард Колвин Рид (родился 12 августа 1973 года), также известный как «Бомбист в ботинках», — исполнитель неудачной попытки взорвать бомбу в ботинках на трансатлантическом рейсе в 2001 году. Рид родился в семье профессионального преступника и принял ислам в молодости, когда сидел в тюрьме после нескольких лет мелких преступлений. Позже он радикализировался и отправился в Пакистан и Афганистан, где прошёл подготовку и стал членом «Аль-Каиды».
22 декабря 2001 года Рид сел на рейс 63 авиакомпании American Airlines, следовавший из Парижа в Майами, в обуви, начиненной взрывчаткой, которую он безуспешно пытался взорвать. Пассажиры обезвредили его в самолёте, который приземлился в международном аэропорту Логан в Бостоне, ближайшем аэропорту США. Он был арестован, обвинён и привлечён к ответственности. В 2002 году Рид признал себя виновным в федеральном суде США по восьми федеральным уголовным статьям о терроризме, связанным с его попыткой уничтожить коммерческий самолёт в воздухе. Он был приговорён к трём пожизненным срокам плюс 110 годам тюремного заключения без права на досрочное освобождение и был переведён в тюрьму строгого режима ADX Florence, тюрьму супермаксимального уровня безопасности в Колорадо.

## Биография
Рид родился в Бромли, Лондон, в семье Лесли Хьюз, уроженки Англии, и Колвина Робина Рида, человека смешанной расы, чей отец был ямайским иммигрантом. Когда родился Рид, его отец, профессиональный преступник, сидел в тюрьме за угон автомобиля. Рид учился в школе Томаса Таллиса в Кидбруке, бросил учёбу в 16 лет и стал граффити-художником, который то попадал, то выходил из-под стражи. Он начал писать граффити под именем «Энрол» в составе банды и в итоге получил более 10 судимостей за преступления против личности и собственности.
В 1992 году, отбывая трёхлетний срок за различные уличные ограбления, он принял ислам.

## Рид — исламский радикал
После освобождения из тюрьмы в 1995 году он присоединился к Брикстонской мечети. Позже он начал посещать мечеть Финсбери-Парк в Северном Лондоне, которую в то время возглавлял антиамерикански настроенный священнослужитель Абу Хамза аль-Масри, которого называли «сердцем экстремистской исламской культуры» в Великобритании. К 1998 году Рид высказывал экстремистские взгляды. В мечети Финсбери-Парк он попал под влияние «вербовщиков и кураторов террористов», в том числе Джамаля Бегала, одного из лидеров сорванного плана по взрыву американского посольства в Париже в 2001 году.
По словам нескольких информаторов, он провёл 1999 и 2000 годы в Пакистане и тренировался в лагере террористов в Афганистане. Возможно, он также посещал антиамериканский религиозный тренировочный центр в Лахоре как последователь Мубарака Али Гилани.
После возвращения в Великобританию, Рид работал над получением дубликатов паспортов в консульствах Великобритании за рубежом. Он жил и путешествовал по нескольким городам Европы, общаясь по адресу в Пешаваре, Пакистан, где, по совпадению, в конце 1980-х годов была сформирована Аль-Каида.

## Подготовка к подрыву
Рид и Сааджид Бадат, ещё один британец, готовившийся стать террористом, вернулись в Пакистан в ноябре 2001 года и, как сообщается, отправились по суше в Афганистан. Им выдали «обувные бомбы» — повседневную обувь, приспособленную для тайной транспортировки на самолёты с целью их уничтожения. Последующий судебно-медицинский анализ обеих бомб показал, что они содержали одно и то же пластичное взрывчатое вещество и что соответствующие отрезки детонационного шнура были из одной партии: след от разреза на шнуре Бадата в точности совпадал со следом на шнуре Рейда. В начале декабря 2001 года пара вернулась в Соединённое Королевство по отдельности. Рейд отправился в Бельгию на 10 дней, а 16 декабря сел на поезд до Парижа.
21 декабря 2001 года Рид попытался сесть на рейс из Парижа в Майами, штат Флорида. Его посадка была отложена из-за того, что его неопрятный внешний вид вызвал подозрения у сотрудников службы безопасности авиакомпании. После допроса агентом ICTS он был передан в Национальную полицию Франции из-за его уклончивого поведения и отсутствия багажа. Поскольку его британский паспорт был подлинным, а его имя не фигурировало ни в каких списках подозреваемых в терроризме, полиция не стала просвечивать его рентгеном или использовать собак-ищеек. Из-за продолжительного допроса Рейд опоздал на свой рейс, поэтому он остался на ночь в отеле рядом с аэропортом, пока American Airlines не разрешили ему перевыпустить билет. На следующий день он вернулся в аэропорт и сел на рейс 63 American Airlines из Парижа в Майами, надев свои специальные ботинки с пластиковыми взрывчатками в полых подошвах.

## Попытка взрыва Boeing 767 над Атлантикой
22 декабря 2001 года пассажир рейса 63 из Парижа в Майами пожаловался на запах дыма в салоне вскоре после подачи еды. Одна из стюардесс, Эрми Мутардье, решив, что почувствовала запах сгоревшей спички, прошла по проходам самолёта в поисках источника. Она нашла Рида, который сидел один у окна и пытался зажечь спичку. Мутардье предупредила его, что курение на борту самолета запрещено. Рид пообещал не курить.
Через несколько минут Мутардье обнаружила, что Рид наклонился вперёд на своём сиденье. Когда она спросила его, что он делает, Рид схватил её, показав один ботинок на своих коленях, фитиль, ведущий в ботинок, и зажжённую спичку. Несколько пассажиров совместными усилиями обезвредили Рида ростом 193 см и весом 97 кг. Они связали его пластиковыми наручниками, удлинителями ремней безопасности, кожаными поясами и шнурами от наушников. Дежурный врач на борту ввёл ему транквилизатор, который он нашёл в аптечке первой помощи на борту авиалайнера. Рейс был немедленно перенаправлен в международный аэропорт Логан в Бостоне, штат Массачусетс, ближайший аэропорт в Соединённых Штатах.
Взрывчатка, по-видимому, не сдетонировала из-за задержки вылета рейса Рейда. Из-за дождливой погоды и пота на ногах Рейда фитиль стал слишком влажным, чтобы воспламениться.

## Судебные тяжбы Ричарда Рида
После инцидента Рида немедленно арестовали в международном аэропорту Логан. Через два дня ему было предъявлено обвинение в федеральном суде в Бостоне в «воспрепятствовании исполнению обязанностей членов лётного экипажа путём нападения или запугивания» — преступлении, которое карается лишением свободы на срок до 20 лет и штрафом в размере 250 000 долларов. Дополнительные обвинения были добавлены, когда ему было официально предъявлено обвинение большим жюри. Судья распорядился, чтобы Рида содержали под стражей без залога до суда из-за тяжести преступлений и предполагаемого высокого риска того, что он попытается сбежать. В то время официальные лица сообщили, что в ботинках Рида было 283 г взрывчатого вещества, характерного для C-4, — достаточно, чтобы пробить дыру в фюзеляже и вызвать крушение самолёта.
Во время предварительного слушания 28 декабря агент ФБР показал, что судебно-медицинская экспертиза идентифицировала химические вещества как PETN, основное взрывчатое вещество, и TATP (триацетонтрипероксид), химическое вещество, необходимое для подрыва бомбы с помощью запала и спички. Прокурор получил обвинительное заключение большого жюри, и 16 января 2002 года Риду были предъявлены обвинения по девяти уголовным пунктам, связанным с терроризмом, а именно:
1. Попытка применения оружия массового уничтожения
2. Покушение на убийство
3. Размещение или транспортировка взрывного или зажигательного устройства на воздушном судне или общественном транспорте,
4. Покушение на убийство
5. Два случая вмешательства в деятельность членов летного экипажа и обслуживающего персонала воздушного судна
6. Попытка уничтожения воздушного судна или транспортного средства общественного транспорта
7. Использование разрушительного устройства во время насильственного преступления и в связи с ним
8. Попытка уничтожения воздушного судна
9. Попытка крушения транспортного средства массового пользования
10. Девятое обвинение, в попытке вывести из строя транспортное средство общего пользования, было снято 11 июня 2002 года, поскольку определение «транспортного средства», данное Конгрессом, не включало самолёты.

4 октября 2002 года Рейд признал себя виновным по остальным восьми пунктам обвинения. 31 января 2003 года судья Уильям Янг приговорил его к максимальному сроку в виде трёх пожизненных заключений подряд и 110 годам без права досрочного освобождения. Рейд также был оштрафован на максимальную сумму в 250 000 долларов по каждому пункту обвинения, в общей сложности на 2 миллиона долларов.
Во время вынесения приговора Рид заявил, что он был врагом Соединённых Штатов и состоял в сговоре с «Аль-Каидой». Когда Рид сказал, что он был солдатом Бога под командованием Усамы бен Ладена, судья Янг ответил: 
«Вы не вражеский солдат, вы террорист... Вы не солдат ни в одной армии, вы террорист. Назвать вас солдатом — значит придать вам слишком много значимости. [указывает на флаг США] Вы видите этот флаг, мистер Рид? Это флаг Соединённых Штатов Америки. Этот флаг будет здесь ещё долго после того, как о вас забудут».
Сообщается, что Рид продемонстрировал отсутствие раскаяния и воинственный характер во время слушания и сказал, что «флаг будет спущен в судный день». Он отбывает наказание в пенитенциарном учреждении Соединенных Штатов ADX Florence в Колорадо, в учреждении строгого режима, где содержатся самые опасные заключенные в федеральной системе.